# Australocyathus
Genre
Australocyathus est un genre de coraux durs de la famille des Turbinoliidae.

## Liste d'espèces
Selon World Register of Marine Species (14 juillet 2015) et ITIS (14 juillet 2015), le genre Australocyathus ne comprend que l'espèce suivante :
- Australocyathus vincentinus (Dennant, 1904)